# Кристина фон Мекленбург-Гюстров
Кристина фон Мекленбург-Гюстров (на немски: Christine von Mecklenburg-Güstrow; * 14 август 1663, Гюстров; † 3 август 1749, Гедерн) е херцогиня от Мекленбург-Гюстров и чрез женитба графиня на Щолберг-Гедерн (1683 – 1710). Чрез дъщеря си Фердинанда Хенриета тя е прародител на британската кралица Виктория.

## Произход
Тя е петата дъщеря, шестото от единадесетте деца, на херцог Густав Адолф фон Мекленбург (1633 – 1695) и съпругата му принцеса Магдалена Сибила фон Шлезвиг-Холщайн-Готорп (1631 – 1719), дъщеря на дъщеря на херцог Фридрих III фон Шлезвиг-Холщайн-Готорп и съпругата му херцогиня Мария Елизабет Саксонска.

## Фамилия
Кристина се омъжва на 14 май 1683 г. в Гюстров за граф Лудвиг Кристиан фон Щолберг-Гедерн (1652 – 1710). Тя е втората му съпруга. След смъртта на нейния съпруг през 1710 г. тя е регентка за малолетния си син Христиан Ернст до 1714 г. Те имат децата:
- син (1684), близнак на дъщеря
- Густав Адолф (1684)
- Густав Ернст (1685 – 1689)
- Фридерика Шарлота (1686 – 1739), омъжена за граф Фридрих Ернст фон Золмс-Лаубах (1671 – 1723)
- Кристиана Луиза (1688 – 1691)
- Емилия Августа (1687 – 1730), омъжена на 1 октомври 1709 г. за граф Йобст Кристиан фон Щолберг-Росла (1676 – 1739)
- София Кристиана
- Карл Лудвиг (1689 – 1691), близнак на Албертина Антония
- Албертина Антония (1689 – 1691)
- Густава Магдалена (1690 – 1691)
- Августа Мария (1691)
- Кристиан Ернст (1691 – 1771), граф на Щолберг-Вернигероде, във Вернигероде 1710, в Шварца 1748, женен на 31 март 1712 в Гелден за графиня София Шарлота фон Лайнинген-Вестербург (1695 – 1762)
- Кристина Елеанора (1692 – 1745), омъжена на 8 август 1708 г. в Гедерн за граф Ернст Казимир I фон Изенбург-Бюдинген-Бюдинген (1687 – 1749)
- Фридрих Карл (1693 – 1767), от 1742 г. княз на Щолберг-Гедерн, женен на 22 септември 1719 г. в Лоренцен за принцеса Луиза фон Насау-Саарбрюкен (1705 – 1766), дъщеря на граф Лудвиг Крафт фон Насау-Саарбрюкен
- Ернестина Вилхелмина (1695 – 1759), омъжена на 13 декември 1725 г. за граф Фердинанд Максимилиан II фон Изенбург-Бюдинген във Вехтерсбах (1692 – 1755)
- Фридерика Луиза (1696 – 1697)
- Лудвиг Адолф (1697 – 1697), близнак на Хайнрих Август
- Хайнрих Август (1697 – 1748), граф фон Шолберг-Шварца, женен I. за графиня Ернестина Ройс фон Унтер-Грайц (1705 – 1728), II. за Фридерика Шарлота фон Хоенлое-Ингелфинген (1707 – 1782)
- София Христиана (1698 – 1771)
- Фердинанда Хенриета (1699 – 1750), омъжена на 15 декември 1719 г. в Гедерн за граф Георг Август фон Ербах-Шьонберг (1691 – 1758)
- Рудолф Лебрехт (1701 – 1702)
- Лудвиг Христиан (1701), близнак на Рудолф Лебрехт
- Августа Мария (1702 – 1768), монахиня в манастир Герфорд
- Каролина Адолфина (1704 – 1707)
- Филипина Луиза (1705 – 1744), омъжена за граф Вилхелм Мориц II фон Изенбург-Филипсайх (1688 – 1772)